# Colli Bolognesi Barbera
Le Colli Bolognesi Barbera est un vin rouge italien de la région Émilie-Romagne doté d'une appellation DOC depuis le 29 mai 1975. Seuls ont droit à la DOC les vins récoltés à l'intérieur de l'aire de production définie par le décret.
Le Colli Bolognesi Barbera répond à un cahier des charges moins exigeant que le Colli Bolognesi Barbera riserva, essentiellement en relation avec le vieillissement.

## Aire de l'appellation
Les  vignobles autorisés en province de Bologne et en province de Modène dans les communes de Monteveglio, Castello di Serravalle, Monte San Pietro, Sasso Marconi, Savigno, Marzabotto, Pianoro, Bazzano, Crespellano, Casalecchio di Reno, Bologne, San Lazzaro di Savena, Zola Predosa, Monterenzio et en partie dans la commune de Savignano sul Panaro. La superficie plantée en vigne est de 624 hectares.

## Caractéristiques organoleptiques
- couleur: rouge rubis avec des reflets violacés
- odeur : vineux, intense et caractéristique
- saveur : sèche, puissant, harmonique, légèrement tannique

Le Colli Bolognesi Barbera se déguste à une température de 15 à 17 °C. Le vin peut vieillir 4 - 5 ans

## Production
Province, saison, volume en hectolitres :
- Bologna  (1990/91)  3996,0
- Bologna  (1991/92)  4440,53
- Bologna  (1992/93)  5083,31
- Bologna  (1993/94)  4060,14
- Bologna  (1994/95)  2985,35
- Bologna  (1995/96)  2903,38
- Bologna  (1996/97)  2792,03
- Modena  (1990/91)  197,54
- Modena  (1991/92)  147,42
- Modena  (1992/93)  65,52
- Modena  (1993/94)  128,73
- Modena  (1994/95)  158,67
- Modena  (1995/96)  77,28
- Modena  (1996/97)  69,65